# 酸养互营菌
酸养互营菌，革兰氏阴性杆菌。它不能移动，不会产孢，只能在严格厌氧条件下生长，因而是专性厌氧菌。在与耗氢微生物互养时能降解脂肪酸和苯甲酸。其基因组于2007年发表。